# Lunda (Volk)

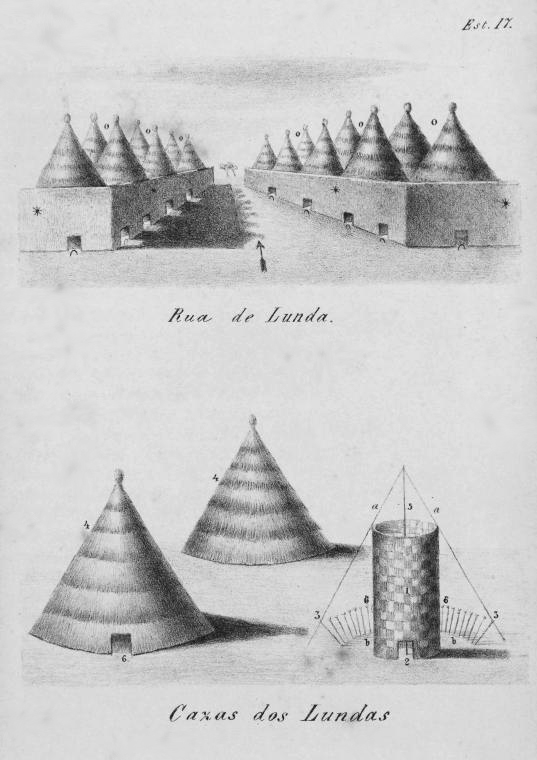
Traditionelle Straßen und Häuser der Lunda

Die Lunda sind eine Bantu-Ethnie in Angola, Sambia und der Demokratischen Republik Kongo.
Ihre Bevölkerungszahl liegt bei etwa 175.000, anderen Quellen zufolge 310.000 (1998); hiervon 220.000 in Sambia, 90.000 in Angola und unspezifiziert in der Dem. Rep. Kongo. Ihre Sprachen sind Chilunda und Kiluba. Dialekte sind Lunda Ndembu, Lunda Kalandu, Lunda Kambove. In Sambia leben die Lunda in der Nordwestprovinz und im Copperbelt, in Angola teilweise eng zusammen mit den Chokwe, einer anderen Bantu-Ethnie. Ein bekannter Lunda war der kongolesische Politiker Moise Tschombé.